# Čtení z ruky

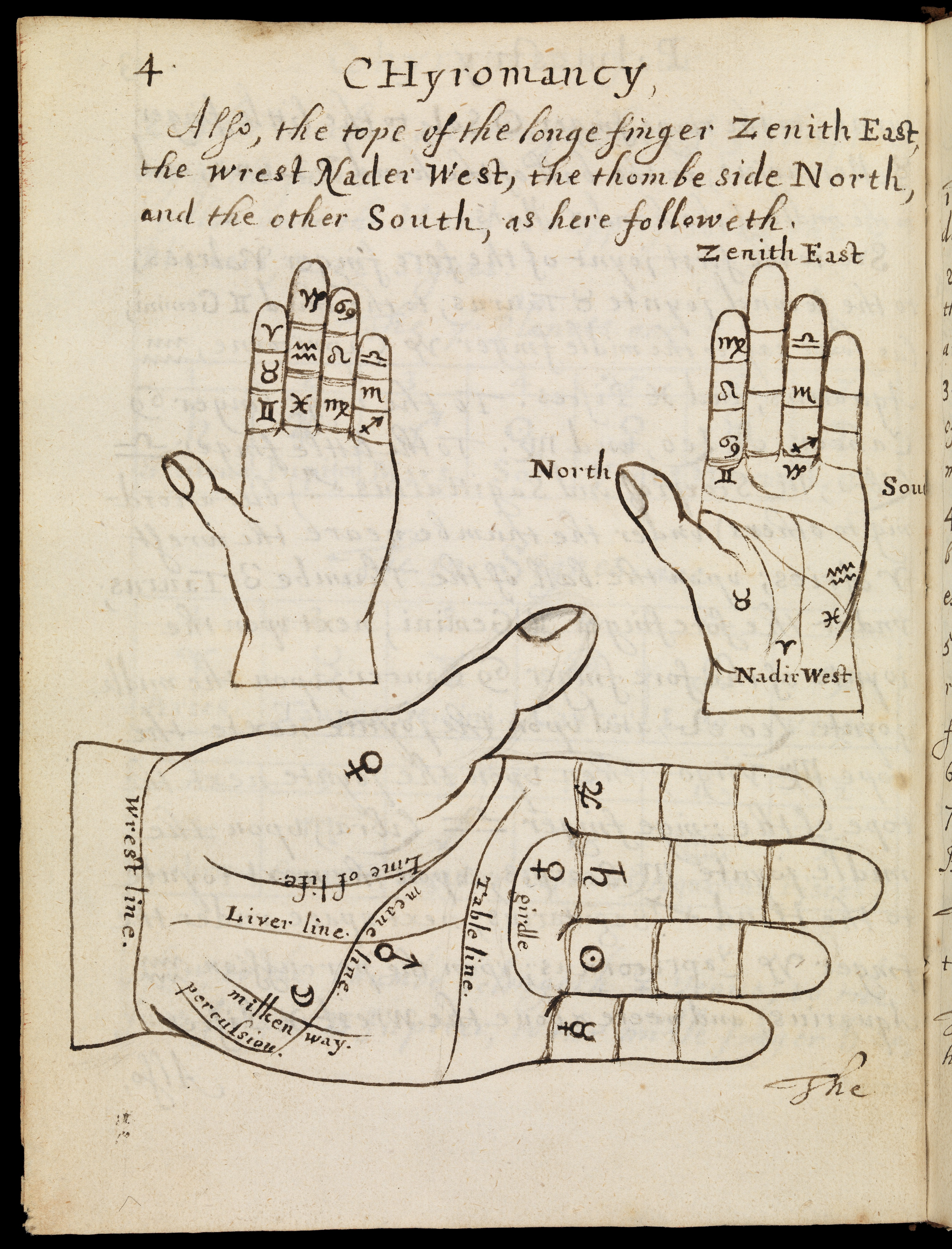
ilustrace

Čtení z ruky, neboli chiromantie či palmistrie, je metoda, kterou se věštec (v tomto případě konkrétněji chiromant) pokouší uhodnout budoucnost osoby ze stavby a tvaru její dlaně, například podle tvaru a uspořádání čar na dlani.

## Historie
Chiromancie se praktikovala už ve staré Číně, Indii a Egyptě, a už v 15. století vyšla o tomto umění kniha. Ve středověku měla palmistrie odhalit čarodějnice. Později sice katolická církev čtení z ruky zakázala, ale v 17. století se už zase palmistrie provozovala a dokonce byla vyučována na některých německých univerzitách.

## Rýhy na dlani
Největší význam byl vždy přikládán uspořádání hlavních rýh na dlani. Základní rýhy jsou vytvořeny na každé lidské dlani a dostaly i svá oficiální vědecká, latinská jména. V palmistrii se označují jako rýha života, hlavy a srdce. První má naznačovat vitalitu člověka, druhá jeho intelektuální kapacitu a třetí jeho povahu a emotivitu. Ohodnocení těchto základních kvalit se provádí podle délky, hloubky, umístění rýh i podle přítomnosti dalších, vedlejších rýh.

## Kritika
Podobně jako jiné typy věštění, jako je astrologie nebo numerologie, tarot nebo kartářství, ani palmistrie není podložena žádným vědeckým důkazem, je to čirá magie, esoterika. Nic jiného než to, jakou fyzickou prací a s jakými chemickými látkami se osoba setkává, výjimečně jakou chorobou trpí, nelze pomocí palmistrie zjistit. Zdání věrohodnosti dociluje chiromant autoritativním vystupováním, svým charismatem a pověstí, a hlavně tzv. chladným čtením. Na jeho úspěchu se podílejí také různé psychologické fenomény jako Forerův efekt.